# Los escarabajos y la moneda de oro
Los escarabajos y la moneda de oro es una fábula escrita por Constancio C. Vigil en 1927, cuyos protagonistas son dos escarabajos peloteros. La obra ha tenido más de 5 ediciones en su mayoría durante la década de los 40s del siglo pasado ilustradas por el artista plástico Federico Ribas. En la edición de los 70s los dibujos pasarían a estar a cargo de Raúl Stévano.

## Argumento
Una pareja de escarabajos peloteros vive sin mayor ambición que la de fabricar sus pelotas de barro, pues es precisamente dentro de ellas que la hembra escarabajo deposita sus huevos para que luego nazcan sus crías. Cierto día ellos encuentran en el campo una moneda de oro la cual se llevan a su casa, no por interés propio, ya que carecía de utilidad para ellos, sino por el alarde y la insistencia de un chismoso benteveo que presenciara el hallazgo de los escarabajos. La noticia de que los escarabajos poseían una moneda de ese material se expande rápidamente y todos los animales del lugar desfilan durante días y noches rumbo a la casa de los escarabajos, para poder apreciar su tesoro. 
Con el correr de los días las habladurías sobre las posibles riquezas de los escarabajos trascienden el mero hecho fortuito de haberse encontrado una simple moneda, dando lugar a todo tipo de argumentos especulativos al punto de creerlos dueños de una fortuna ilimitada. Durante ese tiempo la fama de los escarabajos no hace más que crecer hasta que llega el momento que de lo único que hablan y argumentan el resto de los animales es acerca de ellos y su fortuna. No pasa mucho tiempo hasta que desde los más pequeños insectos hasta un león, todos se les acerquen para brindarles todo tipo de servicios con muy poco disimulado interés hipócrita por relacionarse con quienes ellos consideran alguien importantes por su supuesto estatus económico.
La vida cotidiana de los escarabajos se ve claramente alterada por la constante turba de animales que diariamente se acercaban a ellos, con exagerada e intencionada servicialidad. La situación continúa de esa misma manera hasta que un campesino que pasaba por el lugar, ve la moneda de oro, la recoge y a partir de allí los escarabajos pasan a ser tratados con indiferencia y hasta desprecio por el resto de los animales que tiempo atrás se desesperaban por brindarles una fingida amistad.

### Análisis
Al igual que la mayoría de las fábulas, su línea argumental es simple y concluye con una lección moral. En este caso los escarabajos que llevaban una vida laboriosa y humilde, terminan sucumbiendo ante la exagerada adulación por parte de los superficiales e interesados animales, al punto de que se convierten en pretenciosos, caprichosos e inútiles, precisamente todo aquello que ellos no eran hasta el momento en que se adueñan de la moneda. Por otro lado el comportamiento de aquellos que los rodean es un claro ejemplo de lo que caería en el concepto de las relaciones de poder.